# Giovanni II da Varano
Giovanni II da Varano (... – Camerino, 1433) è stato un condottiero e politico italiano, signore di Camerino dal 1424 a 1433 col fratello Piergentile.

## Biografia
Era figlio di Rodolfo III da Varano e di Costanza Smeducci.
Iniziò la carriera di uomo d'armi nel 1423 con Braccio da Montone e Niccolò Piccinino. Nel 1425 militò sotto le insegne di papa Martino V a difesa di Perugia. Passò quindi al soldo della Repubblica di Firenze, del Ducato di Milano e nel 1426 della Repubblica di Venezia, che lo ricompensò con l'iscrizione al patriziato, compresi i suoi discendenti.
Dopo la morte del padre nel 1424, seguì le divisioni dei beni coi fratelli (1430): a Giovanni toccarono numerosi castelli. Il suo modo di governare attirò le invidie dei fratelli Gentilpandolfo e Berardo, nati da Elisabetta Malatesta, prima moglie del padre Rodolfo. Godendo della protezione del duca di Milano, i fratelli temettero che, col suo appoggio, potesse governare da solo Camerino. Nel 1433 Gentilpandolfo e Berardo fecero un accordo segreto con Giovanni Maria Vitelleschi (era al tempo vescovo di Macerata e Recanati), per eliminare Giovanni e Piergentile. Questi furono invitati ad un convegno a San Severino: Giovanni non partecipò, mentre Piergentile venne immediatamente messo in carcere e quindi portato a Recanati, dove venne decapitato il 6 settembre 1433. I figli di Berardo ammazzarono poco dopo Giovanni a colpi di accetta mentre si trovava a Camerino.

## Discendenza
Giovanni sposò Bartolomea Smeducci ed ebbero un unico figlio:
- Giulio Cesare (1434-1502), signore di Camerino e mecenate

## Ascendenza
|                       |   |                                   | Genitori            |  |  | Nonni |  |  | Bisnonni             |  |  | Trisnonni            |  |
|                       |   |                                   |                     |  |  |       |  |  | Berardo II da Varano |  |  | Gentile II da Varano |  |
|                       |   |                                   |                     |  |  |       |  |  | Berardo II da Varano |  |  | Gentile II da Varano |  |
|                       |   | …                                 |                     |  |  |       |  |  | Berardo II da Varano |  |  |                      |  |
| Gentile III da Varano |   |                                   |                     |  |  |       |  |  | Berardo II da Varano |  |  |                      |  |
|                       |   | Bellafiore di Gualtiero Brunforte | Gualtiero Brunforte |  |  |       |  |  |                      |  |  |                      |  |
|                       |   | Bellafiore di Gualtiero Brunforte | Gualtiero Brunforte |  |  |       |  |  |                      |  |  |                      |  |
|                       |   | Bellafiore di Gualtiero Brunforte | …                   |  |  |       |  |  |                      |  |  |                      |  |
| Rodolfo III da Varano |   | Bellafiore di Gualtiero Brunforte |                     |  |  |       |  |  |                      |  |  |                      |  |
|                       |   | …                                 | …                   |  |  |       |  |  |                      |  |  |                      |  |
|                       |   | …                                 | …                   |  |  |       |  |  |                      |  |  |                      |  |
|                       |   | …                                 | …                   |  |  |       |  |  |                      |  |  |                      |  |
| Teodora Salimbeni     |   | …                                 |                     |  |  |       |  |  |                      |  |  |                      |  |
|                       |   | …                                 | …                   |  |  |       |  |  |                      |  |  |                      |  |
|                       |   | …                                 | …                   |  |  |       |  |  |                      |  |  |                      |  |
|                       |   | …                                 | …                   |  |  |       |  |  |                      |  |  |                      |  |
| Giovanni II da Varano |   | …                                 |                     |  |  |       |  |  |                      |  |  |                      |  |
|                       | … | …                                 |                     |  |  |       |  |  |                      |  |  |                      |  |
|                       | … | …                                 |                     |  |  |       |  |  |                      |  |  |                      |  |
|                       | … | …                                 |                     |  |  |       |  |  |                      |  |  |                      |  |
| …                     | … |                                   |                     |  |  |       |  |  |                      |  |  |                      |  |
|                       |   | …                                 | …                   |  |  |       |  |  |                      |  |  |                      |  |
|                       |   | …                                 | …                   |  |  |       |  |  |                      |  |  |                      |  |
|                       |   | …                                 | …                   |  |  |       |  |  |                      |  |  |                      |  |
| Costanza Smeducci     |   | …                                 |                     |  |  |       |  |  |                      |  |  |                      |  |
|                       |   | …                                 | …                   |  |  |       |  |  |                      |  |  |                      |  |
|                       |   | …                                 | …                   |  |  |       |  |  |                      |  |  |                      |  |
|                       |   | …                                 | …                   |  |  |       |  |  |                      |  |  |                      |  |
| …                     |   | …                                 |                     |  |  |       |  |  |                      |  |  |                      |  |
|                       |   | …                                 | …                   |  |  |       |  |  |                      |  |  |                      |  |
|                       |   | …                                 | …                   |  |  |       |  |  |                      |  |  |                      |  |
|                       |   | …                                 | …                   |  |  |       |  |  |                      |  |  |                      |  |
|                       |   | …                                 |                     |  |  |       |  |  |                      |  |  |                      |  |